# دارکو میلانیچ
دارکو میلانیچ (اسلوونیایی: Darko Milanič؛ زادهٔ ۱۸ دسامبر ۱۹۶۷) بازیکن سابق و مربی فوتبال اهل اسلوونی است.

## باشگاهی
از باشگاه‌هایی که در آن بازی کرده‌است می‌توان به باشگاه فوتبال اشتورم گراتس و باشگاه فوتبال پارتیزان اشاره کرد.

## تیم ملی
وی همچنین در تیم‌های ملی فوتبال یوگسلاوی و اسلوونی بازی کرده‌است.